# فارسنامه (روزنامه)
فارسنامه نام یکی از مطبوعات استان فارس در دوران قاجاریه است.
این روزنامه از سال ۱۳۴۴ هـ. ق به وسیله حسنعلی حشمت‌الممالک در شیراز به چاپ رسیده‌است.